# Weinmannia condorensis
Weinmannia condorensis är en tvåhjärtbladig växtart som beskrevs av Z.S.Rogers. Weinmannia condorensis ingår i släktet Weinmannia och familjen Cunoniaceae. Inga underarter finns listade i Catalogue of Life.